# Calera de San Miguel
Calera de San Miguel är en ort i Mexiko.   Den ligger i kommunen Valparaíso och delstaten Zacatecas, i den centrala delen av landet, 600 km nordväst om huvudstaden Mexico City. Calera de San Miguel ligger 2 070 meter över havet och antalet invånare är 207.
Terrängen runt Calera de San Miguel är kuperad västerut, men österut är den platt. Runt Calera de San Miguel är det mycket glesbefolkat, med 5 invånare per kvadratkilometer. Närmaste större samhälle är Valparaíso, 18,3 km söder om Calera de San Miguel. Omgivningarna runt Calera de San Miguel är i huvudsak ett öppet busklandskap.